# Juan Francisco de Padilla y San Martín
Juan Francisco de Padilla y San Martín, O. de M. (16 de agosto de 1646 – 1700) foi um prelado católico romano que foi bispo de Santa Cruz de la Sierra de 1699 a 1700 e bispo de Porto Rico de 1683 a 1699.